# Georges Mounin
Georges Mounin, nacido Louis Leboucher, quien también escribió bajo el seudónimo de Jean Boucher (20 de junio de 1910 - 10 de enero de 1993) fue un lingüista francés, traductor y semiólogo.

## Vida
Louis Julien Leboucher era el hijo de un fabricante de vidrio. Comenzó a usar el seudónimo 'Georges Mounin' en 1943, para escapar de la censura por el gobierno de Vichy. Miembro del partido comunista francés, participó activamente en la resistencia francesa.
Como lingüista, fue discípulo de André Martinet. Era un italianista que escribió sobre la traductología, historia de la lingüística, estilística y la semiología.
Conrad Bureau, un antiguo alumno de Mounin, ha compilado una exhaustiva bibliografía de 950 obras.

## Obra
- Problèmes théoriques de la traduction (Theoretical problems of translation), 1963.
- Histoire de la linguistique des origines au XXe siecle (History of linguistics from its origins to the 20th century), 1967
- Dictionnaire de la linguistique (Dictionary of linguistics), 1974
- Semiotic praxis: Studies in pertinence and in the means of expression and communication. Translated by Catherine Tihanyi with Maia and Bruce Wise, and with the collaboration of Vladimir Milicic and Josef Nix. London: Plenum, 1985.

En español
- La lingüística del siglo XX Editorial Gredos, 1976. ISBN 84-249-1221-7
- Claves para la Lingüística Anagrama, 1976. ISBN 84-339-0009-9
- Lingüística y filosofía Editorial Gredos, 1979. ISBN 84-249-0805-8
- La literatura y sus tecnocracias México : Fondo de Cultura Económica, D.L. 1984. ISBN 84-375-0247-0
- Historia de la lingüística. Desde los orígenes hasta el siglo XX. Editorial Gredos, 1996. ISBN 84-249-1149-0